# Leninade

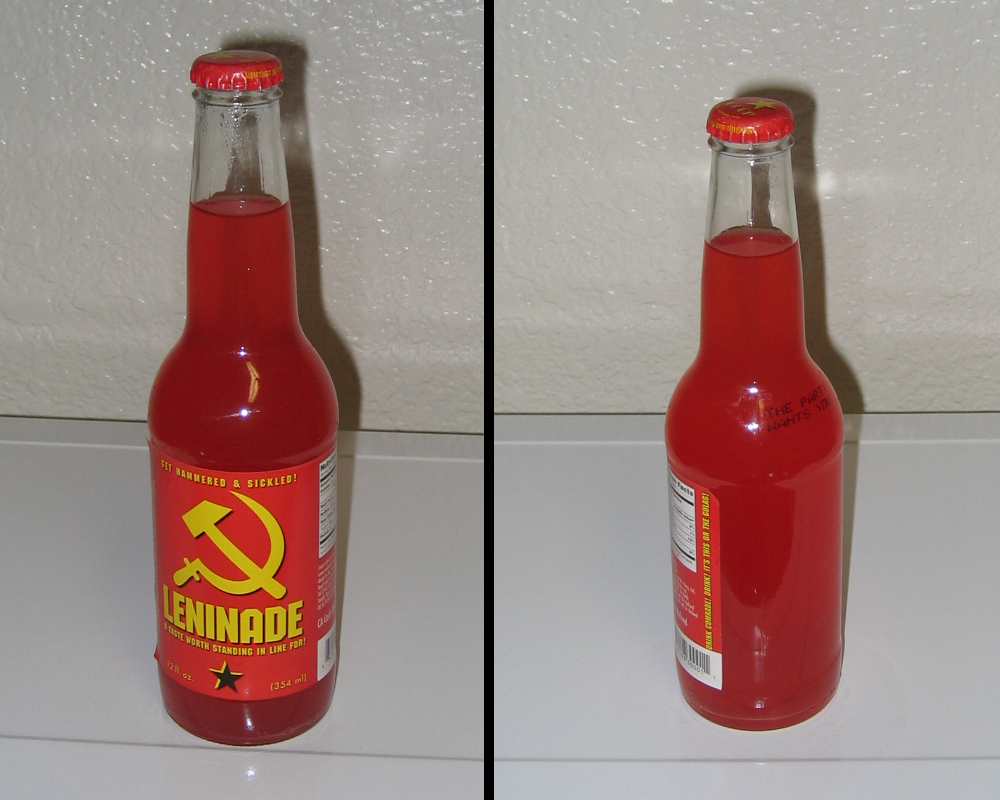
Une bouteille de Leninade, avant et arrière

Leninade (en russe : Ленинад) est un soda basé sur la limonade créé par Real Soda In Real Bottles, Ltd. Le nom est un mot-valise de « Lénine » et « limonade ». Les slogans sur la bouteille se moquent de la phraséologie soviétique. En outre, le soda est de couleur rouge vif.